# クィントゥス・ファビウス・マクシムス
クィントゥス・ファビウス・マクシムス・ウェッルコスス・クンクタートル (ラテン語: Quintus Fabius Maximus Verrucosus Cunctator, 紀元前275年 - 紀元前203年) は、共和政ローマの政治家、将軍。主要政務官を歴任し、第二次ポエニ戦争で活躍、持久戦略でハンニバルを苦しめ、「ローマの盾」と称された。なお、持久戦略をファビアン戦略（フェビアン戦略）、特に暴力革命やプロレタリア独裁などに頼らない社会改良主義を志向した運動をフェビアニズムと呼ぶのはその名に由来する。
よく知られた二つ名のクンクタートル (ラテン語: Cunctator) は、ラテン語で「のろま」「ぐず」といった意味である。持久戦略を採ったファビウスに付けられたあだ名で、当初は否定的な意味合いであった。また、ウェッルコスス (ラテン語: Verrucosus) は「いぼ」という意味である。

## 生涯

### 初期のキャリア
クィントゥス・ファビウス・マクシムスは、パトリキの中でも名門のファビウス氏族に生まれた。名門らしく10歳でアウグルに就任し、その後死ぬまで62年間務めている。
第一次ポエニ戦争に参加したが、この時の彼の詳しい動きは伝わっていない。戦後、彼は政治家として頭角を現し始め、恐らく紀元前237年にはクァエストルに就任し、紀元前235年にはアエディリス・クルリスに就任と、順調にクルスス・ホノルムを駆け上がり、第二次ポエニ戦争以前に、執政官を二度、ケンソルを一度務めた。

### 第二次ポエニ戦争
紀元前219年、カルタゴの将軍ハンニバルが、ローマの同盟相手であるサグントゥムを攻撃した。サグントゥムからの救援要請を受けたローマは、カルタゴへ攻撃停止を求める使節を派遣、ファビウスはこれに加わった。カルタゴがローマの要求を拒否し、さらにサグントゥムが陥落したとの一報を受け取ると、ファビウスは使節団を代表してカルタゴへ宣戦を布告した。第二次ポエニ戦争の開幕である。ローマに帰還したファビウスは、紀元前217年のトラシメヌス湖畔の戦いによるローマ軍の大敗を受け、事態収拾のために元老院によって独裁官に任命された。通常は執政官による任命という手続きをとるので、これは異例のことだった。
ファビウスは、ハンニバルに率いられたカルタゴ軍の強さを理解し、これに正面から決戦を挑むのは無謀だと考えていた。そこで彼は、カルタゴ軍が根拠地から遠く離れており、兵站に弱点を抱えていることに目をつけた。補給を略奪に頼り、後方からの増援も期待できないカルタゴ軍は、ローマが消耗戦を強いれば、遠からず戦力を衰弱させていくと考えたのである。そこでファビウスは、カルタゴ軍の進軍を無理に阻止しようとせず、影のようにその後を追尾し、消耗するのを待った。さらに、カルタゴ軍の予想進軍路上の土地は、略奪を防ぐために事前に焦土化した。このようにして敵の消耗を待つ持久戦略は、後にファビアン戦略と呼ばれるようになった。

### クンクタトル
しかし、ファビウスのこうした持久戦略は多くの批判を招いた。焦土化される土地の人々はもちろんのこと、政敵であるマギステル・エクィトゥムのマルクス・ミヌキウス・ルフスや、ローマの元老院まで彼の消極的姿勢を非難した。クンクタートル（のろま）というあだ名を付けられたのはこの時である。さらにファビウスは、カンパニアから北へ向かうカルタゴ軍を途上で攻撃しようとするも、捕捉に失敗するという過ちを犯した。ファビウスはローマへ召還され、ミヌキウスが一時的に軍の指揮を執ることになった。
ミヌキウスはファビウスの戦略を無視し、さっそくカルタゴ軍に攻撃を仕掛け、少なからぬ戦果を上げた。これによって彼は元老院や民衆から賞賛され、ファビウスが軍に復帰してからも、そうした支持を背景に軍の指揮権を要求するようになった。やむなくファビウスは軍の一部を分割し、ミヌキウスに指揮を委ねた。
その後、ラリヌム (Larinum) と呼ばれる町（現モリーゼ州ラリーノ）に到着した時点で、ハンニバルが谷を一つ挟んだゲロニウム (Geronium) にいることがわかった。ミヌキウスは正面からの攻撃を決意し、先行してカルタゴ軍に攻撃をかけた。しかし、これはハンニバルの罠だった。ミヌキウスと彼の部隊は、カルタゴ軍の逆襲によって多大な損害をこうむった。ファビウスが救援に急行したため、ハンニバルは早々に後退し、ミヌキウスは危ういところを救われた。大敗を喫したミヌキウスは、自らの過ちを認め、ファビウスの野営地に向かい、「父が私に与えた命を、今日、あなたは救ってくれた。あなたは私の第二の父である。私はあなたを優れた指揮官として認めます」と言ったとされる（ゲロニウムの戦い）。

### ローマの盾
ファビウスの独裁官としての任期が切れると、グナエウス・セルウィリウス・ゲミヌスとマルクス・アティリウス・レグルスの両執政官に指揮権が返上された。翌紀元前216年、ガイウス・テレンティウス・ウァロ、ルキウス・アエミリウス・パウルスの両名が執政官に任命された。ファビウスの消極策に否定的だったウァロは、ハンニバルに対して決戦を挑んだが、カンナエの戦いで逆に壊滅的な打撃を受けた。ここに至って元老院も民衆も、ハンニバルに正面から挑んでも勝てないと気がつき、ファビウスの戦略の正しさを認めた。クンクタトルは「のろま、ぐず」といった蔑称から「細心、周到」といった敬称へと意味を変えた。
紀元前215年の正規執政官に選出されたルキウス・ポストゥミウス・アルビヌスは就任前にガリア人との戦いで死亡し、ローマの剣と呼ばれるマルクス・クラウディウス・マルケッルスが補充執政官に選出された。しかし、マルケッルスは選挙に不備があったため辞任し、新たな補充執政官としてクィントゥス・ファビウス・マクシムスが選ばれた。ファビウスはまずカレス（現カルヴィ・リゾルタ）に駐留し、同僚と合流後はカプア周辺を荒らし、プテオリ（現ポッツオーリ）を要塞化した。
紀元前214年、ファビウスはマルケッルスと共に執政官に選出され、再び持久戦略を展開した。以降、イタリア半島のハンニバルとローマ軍は、小競り合いこそするものの、決定的な衝突をすることはなかった。戦場はシチリア島、イベリア半島、北アフリカへと移っていったのである。ファビウスの目論見どおり、孤立したハンニバルとその軍隊は弱体化していき、やがてアフリカへの帰還を余儀なくされた。
ファビウスの軍事的成功としては紀元前209年のタレントゥム制圧が上げられるが、これは城方の内応によるもので、彼の戦果とするのは無理があるかもしれない。このように目立った武功はないが、かといって彼の軍事的才能が否定されるわけではない。ファビウスの真骨頂は戦略面にあったからである。彼は独裁官を務めた後、三度執政官に選出されている。その優れた指導力と防御を重視する戦略から"ローマの盾"と称された（対してマルケッルスは「ローマの剣」と称された）。
ファビウスはスキピオ・アフリカヌスのアフリカ遠征には、マルクス・ポルキウス・カトとともに反対していた。これはファビウスが、ハンニバルのイタリア半島からの排除を最優先としていたためと考えられている。そしてスキピオの大活躍によりポエニ戦争が終結するのを見ることなく、ファビウスは他界した。